# Оцека
Оцека (пол. Ocieka) — село в Польщі, у гміні Острув Ропчицько-Сендзішовського повіту Підкарпатського воєводства.
Населення — 1222 особи (2011).
У 1975-1998 роках село належало до Ряшівського воєводства.

## Демографія
Демографічна структура станом на 31 березня 2011 року:
|          | Загалом | Допрацездатний вік | Працездатний вік | Постпрацездатний вік |
| -------- | ------- | ------------------ | ---------------- | -------------------- |
| Чоловіки | 597     | 118                | 432              | 47                   |
| Жінки    | 625     | 148                | 362              | 115                  |
| Разом    | 1222    | 266                | 794              | 162                  |